# 段剛
段 剛（だん ごう、生年不詳 - 361年）は、五胡十六国時代の前燕の人物。

## 生涯
前燕に仕え、上党郡太守に任じられていた。
355年12月、上党の人の馮鴦により、上党から追放された。馮鴦は上党郡太守を自称して安民城に拠り、東晋に降伏した。
建威将軍に任じられた。
361年2月、平陽が前燕の領域となり、平陽郡太守に任じられた。皇帝慕容暐は督護韓苞を遣わして、共に平陽を守らせた。
9月、并州刺史張平が前燕に叛き、平陽を攻めた。平陽を失陥して、韓苞とともに討ち取られた。